# Dolichopteryx parini
Dolichopteryx parini är en fiskart som beskrevs av Kobyliansky och Fedorov 2001. Dolichopteryx parini ingår i släktet Dolichopteryx och familjen Opisthoproctidae. Inga underarter finns listade i Catalogue of Life.